# Hubert Charles (magistrat)
Pour les articles homonymes, voir Hubert Charles et Charles.
Hubert Charles  est un magistrat et juriste français. Il fut notamment le président du Tribunal suprême de Monaco de 2007 à 2012.

## Enfance et éducation
Fils de Jean Charles, avocat, bâtonnier de l'Ordre des avocats de Nice, Hubert Charles est né à Nice le 7 février 1935. Il a fait ses études supérieures à l’Institut d’études juridiques de Nice et à la Faculté de Droit d'Aix-en-Provence.
Il est agrégé de droit public.

## Carrière universitaire et magistrature monégasque
Licencié en droit en 1956, il obtient également le certificat d’aptitude à la profession d’avocat, profession qu’il exercera jusqu’en 1965, tout en poursuivant son cursus universitaire :
- DES d’histoire du droit et de droit romain (1958)
- DES de droit privé (1958)
- DES de droit public (1959)
- lauréat de la faculté de droit d’Aix-en-Provence (prix de Bonnecorse, 1960)
- moniteur puis assistant à la faculté de droit de Nice jusqu’en 1965, hormis une interruption sous les drapeaux en 1962/1963, il obtient le prix de thèse de la ville de Nice en 1966.
- il devient agrégé de droit public et de science politique en 1968.
- professeur titulaire à compter de 1972, il se consacre à l’enseignement du droit public, et plus particulièrement du droit de l’urbanisme, tant à la faculté de Nice qu’à celles d’Aix-en-Provence et de Toulon.
Magistrature monégasque :
Conseiller suppléant puis conseiller titulaire au Tribunal suprême de la principauté de Monaco à compter de 1991.
Le 24 juillet 2007, Hubert Charles est nommé président du Tribunal suprême. Il est reconduit à ce poste le 5 août 2011. Il occupe cette fonction jusqu’en juillet 2012, date où il démissionne. Il est remplacé par Didier Linotte.
Il est également professeur honoraire à l’université Nice-Sophia-Antipolis.
Autres charges et fonctions :
– directeur de l’École doctorale « Droit, économie, gestion et science politique » de Nice (1992) ;
– membre du corps des arbitres de l’Institut méditerranéen d’arbitrage (1991) ;
– membre du Comité des experts en management public, CERAM Sophia-Antipolis (1991) ;
– administrateur, vice-président de la Fondation Lenval, hôpital pour enfants (1976) ;
– administrateur du Conseil d’architecture, d’urbanisme et de l’environnement (CAUE) des Alpes-Maritimes (1979) ;
– membre titulaire de la Commission départementale de conciliation en matière d’urbanisme ;
– membre du Conseil supérieur des corps universitaires (1979-1983) ;
– directeur adjoint puis directeur du Centre d’études administratives de Nice (1969-1979) ;
– directeur du département « Administration des collectivités publiques et des entreprises » de l’IUT de NICE (1970-1974) ;
– conseiller municipal de la ville de Cagnes-sur-Mer (Alpes-Maritimes) de 1971 à 1977 ;
– administrateur de la société d’économie mixte de construction de Cagnes-sur-Mer (1971-1977) ;
– conseiller aux affaires administratives de l’université de Nice (1971-1989).

## Prix et distinctions
- Le 17 novembre 2009, il est élevé au rang de Commandeur de l'ordre de Saint-Charles par le Prince de Monaco[10],[11]
- Officier des Palmes académiques [réf. souhaitée].
- Grand officier de l'ordre de Saint-Charles (2012)[12]
- Commandeur dans l’Ordre des Palmes Académiques
- Prix du doyen Lépine
- Grand prix de la ville de Nice

## Principales publications
- Les Principes de l’urbanisme, Dalloz Sirey, 1993  (ISBN 2-247-01650-2).
- La République et la cité (2001) [13].
- Droit de l’urbanisme, Thémis droit public, PUF
- La Réforme des régimes d'autorisation d'urbanisme : simplification, sécurisation, clarification ? (2007)
- Actes rattachables et actes détachables en droit administratif français - Contribution à une théorie de l’opération administrative. Thèse de doctorat d’État, Librairie générale de droit et de jurisprudence, Paris, 1968
- Grands Arrêts du droit de l’urbanisme, avec JP GILLI, puis J. de Lanversin
- Code de l’urbanisme annoté (Dalloz)
- Participation à des ouvrages collectifs : Encyclopédie juridique Dalloz ; Guide juridique Dalloz
- Audio enseignement (« les entreprises publiques », « droit public »)